# Pupina difficilis
Pupina difficilis é uma espécie de gastrópode da família Pupinidae.
É endémica de Palau.